# 35th Anniversary Tour
Die 35th Anniversary Tour war eine weltweite Konzerttournee der britischen Progressive-Rock-Band Yes. Mit dieser Tournee beging die 1968 gegründete Band mit einem Jahr Verspätung ihr 35-jähriges Bestehen, zugleich war es die letzte Tournee der Gruppe mit ihrem Gründungsmitglied und langjährigem Frontmann Jon Anderson.

## Hintergrund
Da Yes zum eigentlichen Zeitpunkt ihres 35-jährigen Bandjubiläums (August 2003) noch ihre laufende Full Circle Tour absolvierten, planten sie für das folgende Jahr 2004 eine weitere Welttournee, um dieses Ereignis noch feierlicher zu begehen. Nach einer fast dreimonatigen Pause begannen Anfang Januar 2004 die ersten Vorbereitungen zur Tournee (insbesondere zum Konzept des Bühnenbilds), die ersten musikalischen Proben der Band folgten im Februar.
Für das Bühnenbild zeichnete erstmals seit der Drama Tour im Jahr 1980 wieder Roger Dean verantwortlich, der eine korallenartige Beleuchtungskonstruktion ähnlich derjenigen auf den Tourneen zu Tales from Topographic Oceans und Relayer entwarf. Diese bestand jedoch, anders als auf den genannten Tourneen, nicht aus Fiberglas-Material, sondern aus aufblasbarem und luftdichtem Gewebe, das normalerweise für Hüpfburgen verwendet wird.
Die 35th Anniversary Tour begann schließlich am 15. April 2004 in Seattle und endete am 22. September des gleichen Jahres in Monterrey. Dabei beschränkten sich die insgesamt 64 Konzerte der Tournee (anders als beim Großteil vorheriger Yes-Tourneen) lediglich auf Nordamerika und Europa. Vom Publikum wurden die Konzerte nicht nur wegen der außergewöhnlichen Bühnenshow, sondern auch der ausgewogenen Songauswahl aus fast allen Yes-Epochen (die in der Mitte der Shows einen Set mit akustisch umarrangierten Yes-Stücken beinhaltete) äußerst positiv aufgenommen. Lediglich bei der Show im New Yorker Madison Square Garden am 13. Mai 2004 kam es zu missmutigen Reaktionen des Publikum, als Jon Anderson seine spirituelle Führerin, die auch unter dem Namen „Divine Mother“ bekannte Audrey Kitagawa, vor den Zugaben auf die Bühne holte, welche eine Predigt in Sanskrit hielt und vergeblich versuchte, die Zuschauer in ihre „Ommm“-Gesänge mit einstimmen zu lassen.
Das Abschlusskonzert in Monterrey am 22. September 2004 war gleichzeitig auch die letzte Show, die Yes in der klassischen Besetzung der Alben Yessongs, Tales from Topographic Oceans, Going for the One, Tormato und Keystudio absolvierte: Direkt nach dem Ende der Tournee beschlossen die Bandmitglieder, die Gruppe zunächst für ein paar Jahre ruhen zu lassen. Insbesondere Jon Anderson und Rick Wakeman fühlten sich von den Tourneeaktivitäten der letzten Jahre physisch und psychisch erschöpft, Wakeman hatte zudem keine Energie für weitere größer angelegte Tourneen, verließ Yes zum fünften Mal, und trat fortan auch als Solokünstler nur noch zu besonderen Anlässen auf. Auch dem Bassisten Chris Squire machten einmal mehr seine überwunden geglaubten Alkoholprobleme zu schaffen. Eine weitere, für das 40-jährige Bandjubiläum im Jahr 2008 geplante Yes-Tournee, für die der Keyboarder Oliver Wakeman als Nachfolger für seinen Vater in die Band geholt wurde, musste aufgrund eines schweren Asthmaanfalls Jon Andersons abgesagt werden. Da aus diesem Grund auch Anderson auf ärztlichem Rat hin von längeren Konzertreisen Abstand nehmen musste, verpflichteten die verbliebenen Yes-Mitglieder zunächst Benoit David (2008–12), dann Jon Davison (seit 2012) als neuen Yes-Frontmann. 2015 und 2022 starben Chris Squire und Alan White nach jeweils kurzen, schweren Krankheiten.

## Liveaufnahmen
Mit der DVD Songs from Tsongas: The 35th Anniversary Concert erschien im August 2005 ein Konzertmitschnitt des Auftritts am 15. Mai 2004 in der Paul E.Tsongas Arena in Lowell (Massachusetts). 2014 wurde dieses Konzert auf BluRay wiederveröffentlicht, diese enthält zusätzlich einen 70-minütigen Ausschnitt des Auftritts beim Estival Jazz in Lugano am 8. Juli 2004.

## Setlist

### Setlist Nordamerika (Teil 1)/Europa (Hallenkonzerte)
- Intro (Firebird Suite)
- Going for the One
- Sweet Dreams
- I’ve Seen All Good People
- Mind Drive (Part 1 and 2)
- South Side of the Sky
- Turn of the Century
- Foot Prints (excerpt)
- Mind Drive (Part 3)
- Yours Is No Disgrace
- The Meeting (acoustic version)
- Long Distance Runaround (acoustic version)
- Wonderous Stories (acoustic version)
- Time Is Time (acoustic version)
- Roundabout (acoustic version)
- Show Me (acoustic version)
- Owner of a Lonely Heart (acoustic version)
- Second Initial oder Clap
- Rhythm of Love
- And You and I
- Ritual (Nous Sommes du Soleil)
- Every Little Thing
- Starship Trooper

### Setlist Europa (Open-Air-Festivals)
- Intro (Firebird Suite)
- Going for the One
- Sweet Dreams
- I’ve Seen All Good People
- Mind Drive (Part 1 and 2)
- South Side of the Sky
- Foot Prints (excerpt)
- Mind Drive (Part 3)
- Yours Is No Disgrace
- Second Initial oder Clap
- Rick Wakeman Keyboard Solo
- Long Distance Runaround
- The Fish (Schindleria Praematurus)
- Owner of a Lonely Heart
- Rhythm of Love
- And You and I
- Starship Trooper
- Roundabout

### Setlist Nordamerika (Teil 2)
- Intro (Firebird Suite)
- Going for the One
- Sweet Dreams
- I’ve Seen All Good People
- America
- South Side of the Sky
- Close to the Edge
- Yours Is No Disgrace
- Clap
- Rick Wakeman Keyboard Solo
- Long Distance Runaround
- The Fish (Schindleria Praematurus)
- Wonderous Stories
- Owner of a Lonely Heart
- And You and I
- Awaken
- Roundabout
- Starship Trooper

## Tourdaten
| Nr.                 | Datum               | Stadt               | Land                | Veranstaltungsort                  | Anmerkungen                 |
| Leg 1 – Nordamerika | Leg 1 – Nordamerika | Leg 1 – Nordamerika | Leg 1 – Nordamerika | Leg 1 – Nordamerika                | Leg 1 – Nordamerika         |
| ------------------- | ------------------- | ------------------- | ------------------- | ---------------------------------- | --------------------------- |
| 1                   | 15. April 2004      | Seattle             | Vereinigte Staaten  | KeyArena                           |                             |
| 2                   | 17. April 2004      | San Jose            | Vereinigte Staaten  | HP Pavilion at San Jose            |                             |
| 3                   | 18. April 2004      | San Diego           | Vereinigte Staaten  | Cox Arena                          |                             |
| 4                   | 20. April 2004      | Anaheim             | Vereinigte Staaten  | Arrowhead Pond                     |                             |
| 5                   | 21. April 2004      | Paradise            | Vereinigte Staaten  | Mandalay Bay Events Center         |                             |
| 6                   | 24. April 2004      | Mexiko-Stadt        | Mexiko              | Teatro Metropólitan                |                             |
| 7                   | 27. April 2004      | Greensboro          | Vereinigte Staaten  | Coliseum                           |                             |
| 8                   | 28. April 2004      | Atlanta             | Vereinigte Staaten  | Philips Arena                      |                             |
| 9                   | 30. April 2004      | Sunrise             | Vereinigte Staaten  | Office Depot Center                |                             |
| xx                  | 1. Mai 2004         | Tampa               | Vereinigte Staaten  | St. Pete Times Forum               | verlegt auf den 2. Mai 2004 |
| 10                  | 2. Mai 2004         | Tampa               | Vereinigte Staaten  | St. Pete Times Forum               |                             |
| 11                  | 4. Mai 2004         | Rosemont            | Vereinigte Staaten  | Allstate Arena                     |                             |
| 12                  | 5. Mai 2004         | Grand Rapids        | Vereinigte Staaten  | Van Andel Arena                    |                             |
| 13                  | 7. Mai 2004         | Toronto             | Kanada              | Air Canada Centre                  |                             |
| 14                  | 8. Mai 2004         | Auburn Hills        | Vereinigte Staaten  | Palace of Auburn Hills             |                             |
| 15                  | 10. Mai 2004        | Philadelphia        | Vereinigte Staaten  | Wachovia Spectrum                  |                             |
| 16                  | 12. Mai 2004        | Uncasville          | Vereinigte Staaten  | Mohegan Sun Arena                  |                             |
| 17                  | 13. Mai 2004        | New York City       | Vereinigte Staaten  | Madison Square Garden              |                             |
| 18                  | 15. Mai 2004        | Lowell              | Vereinigte Staaten  | Paul E. Tsongas Arena              |                             |
| Leg 2 – Europa      |                     |                     |                     |                                    |                             |
| 19                  | 2. Juni 2004        | Helsinki            | Finnland            | Jäähalli                           |                             |
| 20                  | 4. Juni 2004        | Stockholm           | Schweden            | Globen                             |                             |
| 21                  | 5. Juni 2004        | Oslo                | Norwegen            | Spektrum                           |                             |
| 22                  | 7. Juni 2004        | Warschau            | Polen               | Sala Kongresowa                    |                             |
| 23                  | 8. Juni 2004        | Prag                | Tschechien          | Sazka Arena                        |                             |
| 24                  | 10. Juni 2004       | München             | Deutschland         | Olympiahalle                       |                             |
| 25                  | 11. Juni 2004       | Karlsruhe           | Deutschland         | Europahalle                        |                             |
| 26                  | 12. Juni 2004       | Düsseldorf          | Deutschland         | Philipshalle                       |                             |
| 27                  | 13. Juni 2004       | Lichtenvoorde       | Niederlande         | De Schans                          | Arrow Rock Festival         |
| 28                  | 15. Juni 2004       | Antwerpen           | Belgien             | Koningin Elisabethzaal             |                             |
| 29                  | 16. Juni 2004       | London              | England             | Wembley Arena                      |                             |
| 30                  | 18. Juni 2004       | Birmingham          | England             | National Exhibition Centre         |                             |
| 31                  | 19. Juni 2004       | Manchester          | England             | Manchester Evening News Arena      |                             |
| 32                  | 20. Juni 2004       | Glasgow             | Schottland          | SECC                               |                             |
| 33                  | 22. Juni 2004       | Paris               | Frankreich          | Le Zénith                          |                             |
| 34                  | 23. Juni 2004       | Frankfurt am Main   | Deutschland         | Jahrhunderthalle                   |                             |
| xx                  | 28. Juni 2004       | Lissabon            | Portugal            | Coliseu dos Recreios               |                             |
| xx                  | 29. Juni 2004       | Madrid              | Spanien             | Sala La Riviera                    |                             |
| xx                  | 30. Juni 2004       | Barcelona           | Spanien             | Razzmatazz                         |                             |
| 35                  | 2. Juli 2004        | Voghera             | Italien             | Piazza Duomo                       |                             |
| 36                  | 5. Juli 2004        | Cagliari            | Italien             | Parco di Monteclaro                | Fiera Campionaria           |
| 37                  | 7. Juli 2004        | Brescia             | Italien             | PalaBrescia                        |                             |
| 38                  | 8. Juli 2004        | Lugano              | Schweiz             | Piazza Grande                      | Estival Jazz                |
| 39                  | 10. Juli 2004       | Exeter              | England             | Powderham Castle Grounds           |                             |
| 40                  | 11. Juli 2004       | Oxford              | England             | New Theatre                        |                             |
| 41                  | 12. Juli 2004       | Braintree           | England             | Towerlands Indoor Arena            |                             |
| xx                  | 14. Juli 2004       | Istanbul            | Turkei              | Unknown Venue                      | Istanbul Jazz Festival      |
| Leg 3 – Nordamerika |                     |                     |                     |                                    |                             |
| 42                  | 17. August 2004     | Quebec City         | Kanada              | L’Agora du Vieux-Port              |                             |
| 43                  | 18. August 2004     | Montréal            | Kanada              | Centre Bell                        |                             |
| 44                  | 20. August 2004     | Atlantic City       | Vereinigte Staaten  | Borgata Event Center               |                             |
| xx                  | 21. August 2004     | Atlantic City       | Vereinigte Staaten  | Borgata Event Center               |                             |
| 45                  | 22. August 2004     | Hartford            | Vereinigte Staaten  | Xfinity Theatre                    |                             |
| 46                  | 24. August 2004     | Cuyahoga Falls      | Vereinigte Staaten  | Blossom Music Center               |                             |
| 47                  | 25. August 2004     | Bristow             | Vereinigte Staaten  | Nissan Pavilion                    |                             |
| 48                  | 27. August 2004     | Holmdel             | Vereinigte Staaten  | PNC Bank Arts Center               |                             |
| 49                  | 28. August 2004     | Wantagh             | Vereinigte Staaten  | Jones Beach Theater                |                             |
| 50                  | 30. August 2004     | London              | Kanada              | John Labatt Centre                 |                             |
| 51                  | 31. August 2004     | Niagara Falls       | Vereinigte Staaten  | Convention and Civic Center        |                             |
| 52                  | 2. September 2004   | Syracuse            | Vereinigte Staaten  | Grand Stand at New York State Fair |                             |
| 53                  | 3. September 2004   | Allentown           | Vereinigte Staaten  | Allentown Fairgrounds              |                             |
| 54                  | 4. September 2004   | Essex Junction      | Vereinigte Staaten  | Champlain Valley Fair              |                             |
| 55                  | 7. September 2004   | Minneapolis         | Vereinigte Staaten  | Target Center                      |                             |
| 56                  | 8. September 2004   | Merrillville        | Vereinigte Staaten  | Star Plaza Theatre                 |                             |
| 57                  | 10. September 2004  | Morrison            | Vereinigte Staaten  | Red Rocks Amphitheatre             |                             |
| 58                  | 11. September 2004  | Loveland            | Vereinigte Staaten  | Budweiser Events Center            |                             |
| 59                  | 13. September 2004  | Albuquerque         | Vereinigte Staaten  | Sandia Casino                      |                             |
| 60                  | 14. September 2004  | Mesa                | Vereinigte Staaten  | Amphitheatre                       |                             |
| 61                  | 16. September 2004  | Alpine              | Vereinigte Staaten  | Viejas Summer Site                 |                             |
| 62                  | 17. September 2004  | Concord             | Vereinigte Staaten  | Chronicle Pavilion                 |                             |
| 63                  | 19. September 2004  | Universal City      | Vereinigte Staaten  | Universal Amphitheatre             |                             |
| 64                  | 22. September 2004  | Monterrey           | Mexiko              | Arena Monterrey                    |                             |

## Band
- Jon Anderson: Gesang, Gitarre, MIDI-Gitarre, Percussion, Harfe
- Steve Howe: Gitarre, Pedal-Steel-Gitarre, Hintergrundgesang
- Chris Squire: Bass, Hintergrundgesang, Kesselpauken, Mundharmonika
- Rick Wakeman: Keyboards, Klavier
- Alan White: Schlagzeug, Percussion